# Peter O'Toole
Peter O'Toole (Leeds, Velika Britanija, 2. kolovoza 1932. – London, Velika Britanija, 14. prosinca 2013.) bio je britanski i irski glumac.

## Životopis
O'Toole je odrastao u Leedsu u sjevernoj Engleskoj. Rođen je godine 1932. od oca Irca i majke Škotkinje. Izjavio je kako nije siguran oko pravoga datuma svog rođenja, no ipak je odabrao 2. Kolovoz kao svoj službeni rođendan. Mjesto njegova rođenja je također bilo sporno, jer je imao dva rodna lista od kojih je jedan navodio Irsku kao mjesto rođenja, a drugi Englesku. Kraljevska bolnica u Leedsu je dokazala svojim arhivskim spisom da je O'Toole zapravo rođen u Engleskoj. Tijekom Drugog svjetskog rata je zajedno s ostalom gradskom djecom evakuiran na selo, gdje je za vrijeme trajanja rata pohađao Katoličku školu. 
Godine 1949. debitira kao glumac u gradskom kazalištu u Leedsu, da bi se upisao kao stipendist na "Kraljevska Akademija dramskih umjetnosti" u Londonu. Godine 1955. se pridružuje kazalištu Old Vic u Bristolu, gdje je nastupio u oko 60-tak predstava i to većinom iz repertoara Williama Shakespearea.
Na filmu debitira godine 1960., u adaptaciji Stevensonovog romana Kidnapped, te dvije godine kasnije postaje međunarodnom zvijezdom glumeći Thomas Edward Lawrencea u čuvenom filmu Davida Leana Lawrence od Arabije. Na valu tog uspjeha, O'Toole je glumio u nizu filmova raznih žanrova, među kojima se ističu: What's New Pussycat? (1965.), How to Steal a Million (1966.), The Bible: In the Beginning (1966.), Casino Royale (1967.), The Lion in Winter (1968.), Goodbye, Mr. Chips (1969.), Murphy's War (1971.), Posljednji kineski car (1987.), i Troja (2004.).
O'Toole drži rekord najvećeg broja nominacija za Oscara za najboljeg glavnog glumca bez da ga je osvojio, što je donekle kompenzirano Oscarom za životno djelo koji mu je dodijeljen godine 2003. 
Krajem 1970-ih rjeđe glumi radi zdravstvenih problema uzrokovanih alkoholizmom. Bio je 20 godina u braku s glumicom Siân Phillips s kojom je zajedno nastupio u filmu Murphy's War. Često je glumio i u kazalištu.

## Izabrana filmografija
- Lawrence od Arabije (1962.)
- What's New Pussycat? (1965.)
- How to Steal a Million (1966.)
- The Bible: In the Beginning... (1966.)
- Casino Royale (1967.)
- Zima jednog lava  (1968.)
- Goodbye, Mr. Chips (1969.)
- Murphy's War (1971.)
- Posljednji kineski car (1987.)

## Vanjske poveznice

### Sestrinski projekti
|  | Zajednički poslužitelj ima još gradiva o temi Peter O'Toole |

### Mrežna sjedišta
- Peter O'Toole u internetskoj bazi filmova IMDb-u (engl.)
- Neslužbena stranica realitymouse.com/otoole/